# Piotr Całbecki
Piotr Franciszek Całbecki (ur. 4 października 1967 w Toruniu) – polski polityk, samorządowiec, od 2006 marszałek województwa kujawsko-pomorskiego.

## Życiorys
Syn Ludwika i Sabiny. Ukończył studia na Wydziale Biologii i Nauk o Ziemi Uniwersytetu Mikołaja Kopernika w Toruniu. Na początku lat 90. pracował jako nauczyciel w szkole podstawowej na toruńskim Rudaku, następnie był asystentem głównego technologa w prywatnej firmie. Od 1997 do 1998 zajmował stanowisko dyrektora Ośrodka Szkoleniowego Europejskiego Centrum Współpracy Młodzieży. W 1998 sprawował funkcję doradcy wojewody toruńskiego oraz sekretarza Wojewódzkiego Zespołu Integracji Europejskiej i pełnomocnika wojewody ds. współpracy z Bankiem Światowym. W latach 1998–2002 zasiadał w zarządzie miasta Torunia, odpowiadając m.in. za kwestie integracji europejskiej. Od 2002 do 2006 był dyrektorem Wydziału Rozwoju i Projektów Europejskich Urzędu Miasta Torunia. Został też członkiem ochotniczej straży pożarnej.
W latach 1998–2002 z ramienia Akcji Wyborczej Solidarność zasiadał w radzie miasta, a w 2002 został wybrany z rekomendacji Platformy Obywatelskiej do sejmiku kujawsko-pomorskiego z listy koalicji POPiS. W 2004 bez powodzenia kandydował do Parlamentu Europejskiego. W 2006 uzyskał po raz drugi mandat radnego województwa, wybrano go wówczas także na marszałka województwa. W 2010 uzyskał reelekcję do sejmiku z najlepszym wynikiem indywidualnym w województwie (41,5 tys. głosów). 29 listopada 2010 radni województwa ponownie powołali go na urząd marszałka. W 2014 ponownie wybrany na radnego województwa (43,9 tys. głosów). 1 grudnia 2014 po raz trzeci został marszałkiem kujawsko-pomorskim.
W 2018 z powodzeniem ubiegał się o reelekcję w wyborach do sejmiku, uzyskując 68,5 tys. głosów. 19 listopada 2018 ponownie został wybrany na marszałka województwa. W 2024 kolejny raz został wybrany na radnego województwa (z wynikiem 58,6 tys. głosów). 9 maja 2024 po raz piąty radni powierzyli mu sprawowanie urzędu marszałka.
W 2012 został zastępcą członka Europejskiego Komitetu Regionów, a w 2024 członkiem stałym komitetu. W 2025 objął funkcję przewodniczącego Komisji Zasobów Naturalnych tego gremium. W 2015 wszedł w skład Narodowej Rady Rozwoju powołanej przez prezydenta Andrzeja Dudę, z udziału w której zrezygnował w 2023. Został też delegatem Związku Województw RP do Komisji Wspólnej Rządu i Samorządu Terytorialnego.

## Odznaczenia i wyróżnienia
- Krzyż Oficerski Orderu Odrodzenia Polski (2022)[19]
- Krzyż Kawalerski Orderu Odrodzenia Polski (2013)[20][21]
- Złoty Krzyż Zasługi (2009)[22][23]
- Brązowa Odznaka „Zasłużony dla Ochrony Przeciwpożarowej” (2016)[24]
- Medal „Zasłużony dla Diecezji Toruńskiej” (2017)[25]